# الغول (إب)
الغول هي إحدى قرى الجمهورية اليمنية. وهي تتبع جغرافيًا لمحافظة إب. وإداريًا لمديرية فرع العدين. يبلغ تعداد سكانها 2311 نسمة حسب الإحصاء الذي جرى عام 2004.